# 7,5 cm FK 16 nA
75-мм польова гармата FK 16 nA (нім. 7,5-cm-Feldkanone 16nA) — німецька 75-мм польова гармата, що використовувалася рейхсвером, а за роки Другої світової війни вермахтом та військами країн Осі. Гармата була розроблена на основі 77-мм польової гармати зразка 1916 року часів Першої світової війни. Зразки артилерійських систем, що перебували на озброєнні веймарської Німеччини, на початку 1930-х років були переналаштовані на новий стандартний калібр 75-мм. Гармати не модернізувалися для буксирування тягачами і зберегли свої оригінальні дерев'яні колеса зі спицями та два сидіння для екіпажу на лицьовій частині гарматного щита.

## Опис
75-мм польова гармата FK 16 nA являла собою подальший розвиток артилерійських систем, які були розроблені ще за часи Першої світової війни. Концептуально основою була 77-мм польова гармата C/96 (нової конструкції), що надійшла на озброєння Імперської армії Німеччини ще в 1896 році. Під час Першої світової війни цю гармати було вдосконалено як 77-мм польова гармата зразка 1916 року, а існуючі зразки були перероблені, наскільки це було можливо. Разом із 105-мм гаубицею leFH 16 вони були основними зразками польової артилерії німецької армії в 1918 році.
Після капітуляції у Першій світовій війні багато гармат було конфісковано та згодом знищено державами-переможницями. Але керівництву армії вдалося приховати значну кількість гармат. Разом із 105-мм гаубицею leFH 16 вони становили кістяк артилерії німецького рейхсверу.
Навіть на початку 1930-х років багато з цих гармат все ще перебували на озброєнні німецької армії, і коли вермахт розпочав масштабне переозброєнні, ці гармати були модернізовані шляхом встановлення нових 75-мм стволів на старі кріплення.
Отриману гармату назвали 75-мм польова гармата FK 16 nA (нім. 7,5 cm Feldkanone 16 nA).

## Зброя схожа за ТТХ та часом застосування
- 80-мм польова гармата M.17
- 8-см польова гармата М.5
- 75-мм гармата F.R.C Modèle 1935
- 75-мм гармата 75/27 modello 11
- 75-мм гармата 75/32 modello 37
- 76-мм протитанкова гармата Reșița Model 1943
- 76-мм дивізійна гармата зразка 1902 року
- 75-мм польова гармата FK 18
- 75-мм польова гармата зразка 1897 року
- 75-мм польова гармата modèle 1914 Schneider
- 76-мм гармата M1897 на лафеті M2
- 75-мм польова гармата Тип 38